# 李品芳
李品芳（？—1881年），字春皋，浙江東陽縣人，清朝政治人物、進士出身。
道光三年（1823年），登進士，改庶吉士。道光六年，任翰林院編修。道光十一年，任雲南鄉試正考官、雲南學政。后任少詹事。道光十九年，任內閣學士。道光二十一年，任知貢舉、殿試讀卷官。